# HRSAT
HRSAT acronyme de High Resolution Satellite  est une constellation de trois satellites d'observation de la Terre de l'Agence spatiale indienne (ISRO). Leur lancement par une fusée indienne PSLV qui était programmé initialement en 2019 a été repoussé. Ces satellites identiques sont équipés d'une caméra multispectrale fonctionnant en lumière visible, proche infrarouge et infrarouge court avec une résolution spatiale comprise entre un mètre en panchromatique et 20 mètres en infrarouge. La constellation de  trois satellites ainsi que leur capacité à prendre des photos en basculant à 45° par rapport à la verticale permet une revisite quotidienne du même site,. 